# Schönow (Schwedt/Oder)

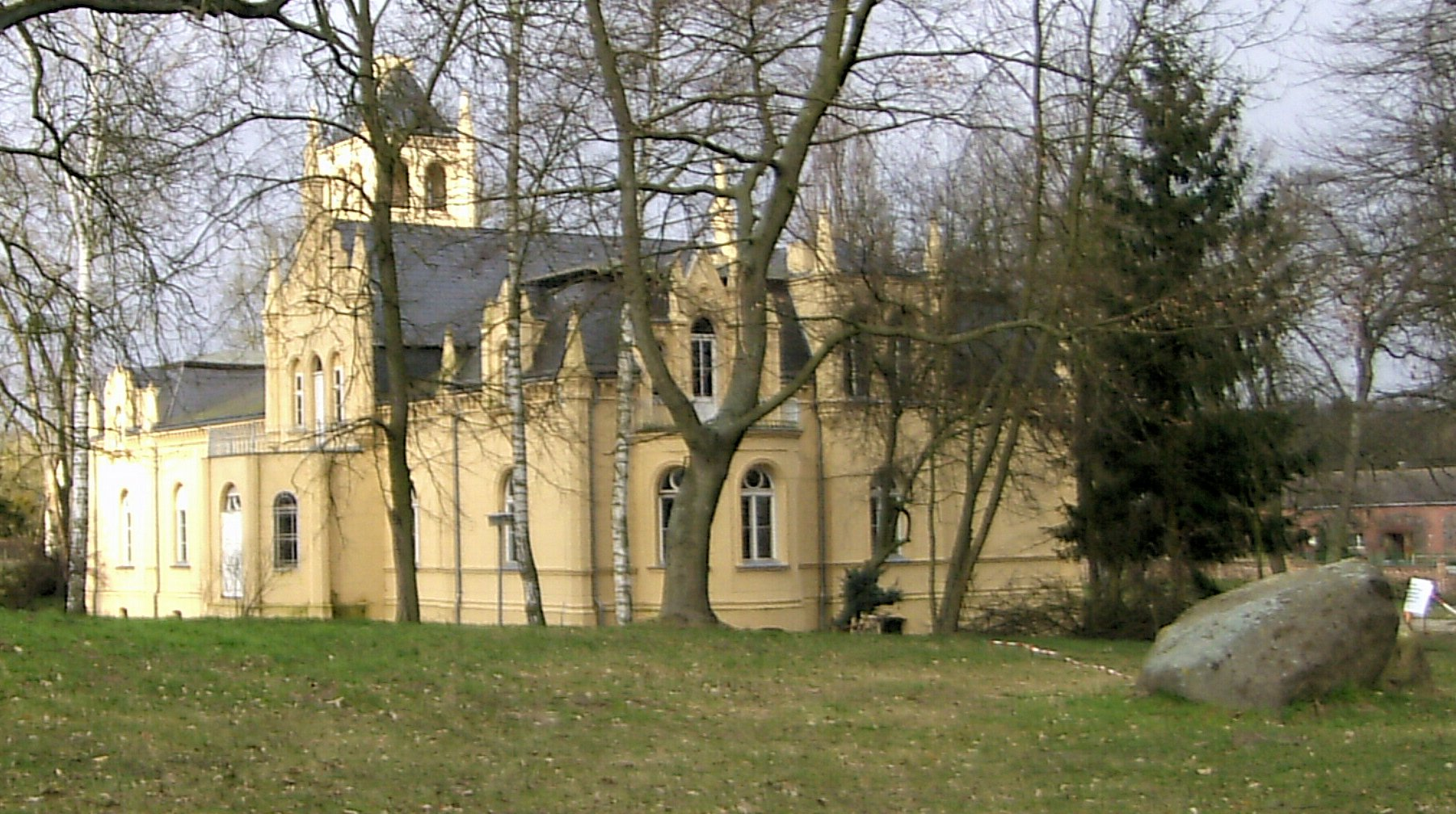
Schönower Schloss

Schönow ist ein Ortsteil der Stadt Schwedt/Oder im Landkreis Uckermark in Brandenburg.

## Geschichte
Schönow gehörte bis 1945 zur Provinz Pommern. Schönow lag im Landkreis Randow und kam bei dessen Auflösung im Jahre 1939 zum Landkreis Greifenhagen. Zur Gemeinde Schönow gehörten keine weiteren Wohnplätze. Zum 26. Oktober 2003 wurde Schönow in die Gemeinde Welsebruch eingemeindet, die 2004 in Passow umbenannt wurde. Zusammen mit Passow kam Schönow zum 19. April 2022 zur Stadt Schwedt/Oder.
Das Gut Schönow gehörte von 1262 bis 1863 der Familie von Sydow. Seit dem 18. Jahrhundert entstand die Gutsanlage mit ihren Wirtschaftsgebäuden. Das heutige neugotische Schloss entstand um 1840. 1863 wurde das Gut an den Rittmeister Gustav Karl Kieckebusch aus Schwedt/Oder für 170.000 Taler verkauft. Um 1892 wurde der Kammerherr Kurt Gustav von Lettow-Vorbeck (1838–1917) Gutsherr. Lettow-Vorbeck war nicht nur Major a. D. und Rechtsritter des Johanniterordens, er übte auch die hohe und einflussreiche Funktion eines königlich preußischen Generallandschaftsrates aus, einer wichtigsten Ämter im Gefüge der Ritterschaftsbanken, dem Kreditgeber für Land- und Forstwirtschaft. Er war verheiratet mit der Kaufmannstochter Elisabeth Vorbeck. Erbe auf Gut Schönow mit Casekow wurde der Sohn Georg von Lettow-Vorbeck. Bis zur Enteignung 1945 war das Gut im Besitz des jüngsten Bruders des Vorgenannten, Rittmeister Bernd von Lettow-Vorbeck (1882–1956). Sein Besitz umfasste dann vormals 1130 ha. Er betrieb als Gutsherr eine besonders in Nordostdeutschland typische große Schafsviehwirtschaft. Sein Waldbesitz betrug einst 493 ha. Im Ort war dies nach dem letztmals 1939 publizierten Güter-Adressbuch Pommern der einzige landwirtschaftliche Betrieb.
Im Zuge der Bodenreform wurde das Gut aufgesiedelt. Das Gutshaus war lange ungenutzt und stand zum Verkauf, bis es 2014 von den jetzigen Besitzern erworben wurde. Es wird für Events vermietet.
Schönow ist in der Region als Sport-Dorf bekannt. 2001 wurde der Ort „Sportlichstes Dorf Brandenburgs“. Von 310 Einwohnern waren zu dem Zeitpunkt 258 Einwohner Mitglieder in einem der beiden Sportvereine (Fußball mit acht Mannschaften, Dressur und Springreiten, Behindertensport, Leichtathletik, Aerobic und Bogenschießen).

## Kirche

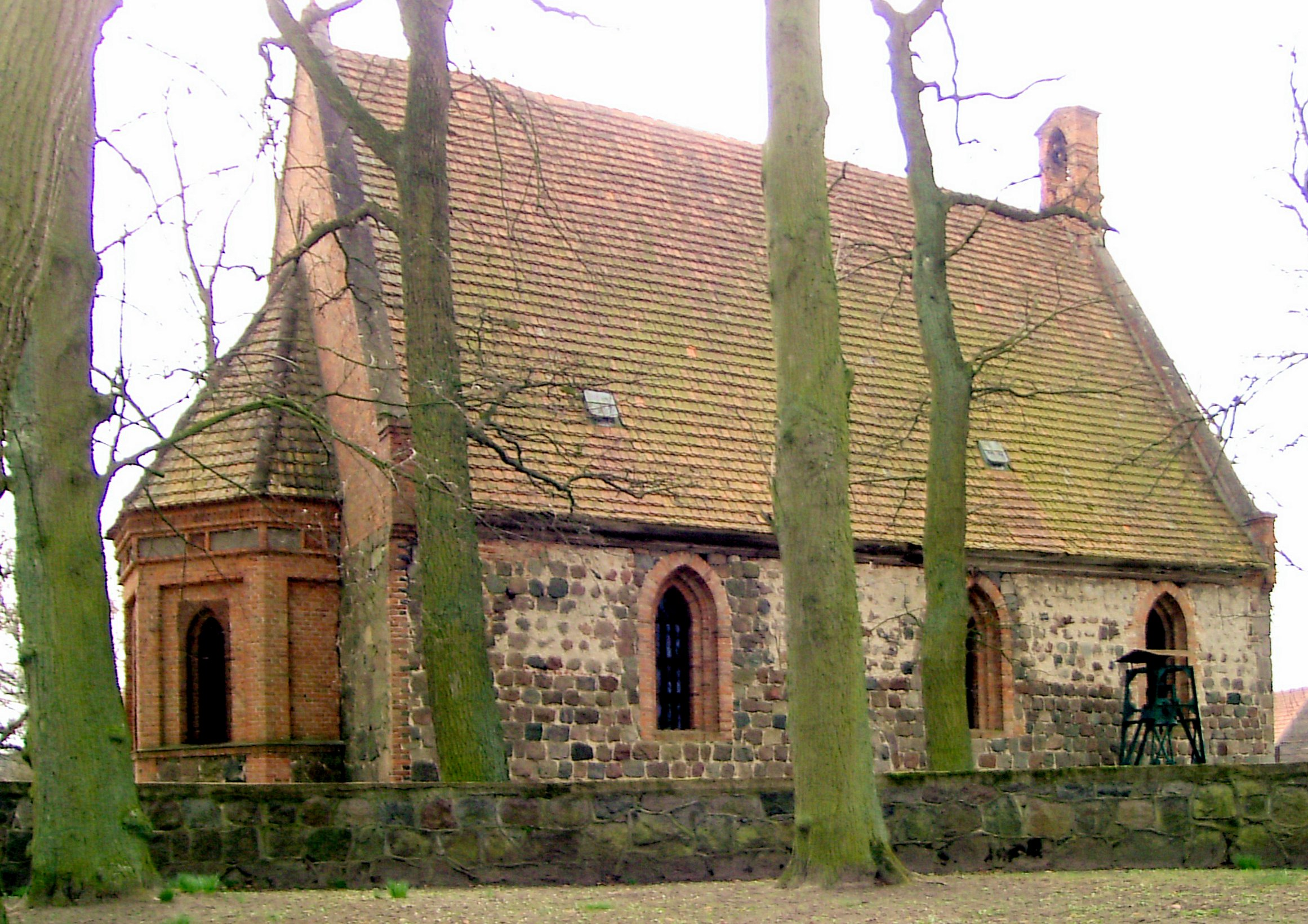
Dorfkirche Schönow

Die evangelische Dorfkirche Schönow, die Ende des 19. Jahrhunderts umgebaut wurde, stammt aus der zweiten Hälfte des 13. Jahrhunderts. Die Ausstattung im Inneren ist im neugotischen Stil.

## Bahnhof
Schönow (Uckerm) ist über die Bahnstrecke Berlin–Szczecin (km 94,7) ans Bahnnetz angebunden. Es ist ein Haltepunkt der Preisklasse 7 mit einem Bahnsteiggleis, der von der Regionalbahnlinie RB 66 und einzelnen Regional-Express-Zügen, die auf der Relation zwischen Berlin Gesundbrunnen und Szczecin Główny verkehren, bedient wird.
Nachdem die Stettiner Bahn 1843 in Betrieb ging, hielten in Schönow zunächst keine Züge. 1895 wurde der heutige Passower Ortsteil mit einem Haltepunkt ausgestattet. Am 1. April 1934 wurde der Haltepunkt auch für den Personenverkehr geöffnet, zweigleisig mit zwei Bahnsteigen. 1937 verlegte man den Haltepunkt hinter den Straßenübergang nach Blumberg. Das bereits vorhandene Bahnwärterhaus wurde durch einen Anbau zu einem Empfangsgebäude erweitert. 1938 erweiterte man den Haltepunkt um ein Verladegleis und eine Kopframpe. Aufgrund von Reparationsleistungen an die Sowjetunion wurde das zweite Gleis abgebaut. Durch das Bahnhofsgebäude, das heute nicht mehr genutzt wird, besteht nur noch Zugang zum Bahnsteiggleis.
Zum 1. Juni 1995 wurde der personenbediente Fahrkartenverkauf am Bahnhof Schönow eingestellt.